# 東彼杵町立千綿小学校
東彼杵町立千綿小学校（ひがしそのぎちょうりつ ちわたしょうがっこう、Higashisonogi Town Chiwata Elementary School）は、長崎県東彼杵郡東彼杵町平似田（ひらにた）郷にある公立小学校。

## 概要
歴史
1871年（明治4年）創立。2011年（平成23年）に創立140周年を迎えた。
校訓
「明るい学校 のびゆく子ども」
学校教育目標
「千綿を愛し心豊かで活力に満ち主体性のある児童の育成」
校章
中央に「千」（チ）の文字、それを囲む円（輪、ワ）、その周りに13個の「タ」の文字を並べて、校名の「千綿」を表している。
校歌
1952年（昭和27年）制定。作詞は三根久人、作曲は山口健作による。歌詞は3番まであり、3番に校名の「千綿」が登場する。
校区
「長崎県東彼杵郡東彼杵町」の後に「太ノ浦郷（一部）、八反田郷、千綿宿郷、瀬戸郷、駄地郷、平似田郷、中岳郷、遠目郷（一部）、蕪郷、木場郷、里郷、一ツ石郷」が続く地区。中学校区は東彼杵町立東彼杵中学校。

## 沿革
- 1871年（明治4年）7月18日 - 庄屋に「千綿小学校」が開校。校長は森雄兵衛。
- 1872年（明治5年）9月（旧暦8月） - 学制が頒布される。
- 1873年（明治6年）10月29日 - 学制による第五大学区長崎県管下第三中学区彼杵郡の小学校となる。
- 1878年（明治11年）7月22日 - 郡制の施行により、彼杵郡が東西に分割され、東彼杵郡に属することとなる。
- 1882年（明治15年）6月 - 「公立中等千綿小学校」に改称。江串小学校[3]を統合し、江串分校とする。
- 1886年（明治19年）9月 - 小学校令の施行により、尋常科（修業年限4年）を設置の上「尋常千綿小学校」に改称。江串分校[3]が分離し、「簡易江串小学校」として独立。
  - 大村（現・大村市立大村小学校前）に「長崎県第十一高等小学校」が設置される。
- 1887年（明治20年）9月14日  - 補習科を設置。
- 1889年（明治22年）4月 - 町村制の施行により、千綿村立の小学校となる。
- 1892年（明治25年）
  - 9月 -長崎県第十一高等小学校が廃止される。高等科進学希望者は彼杵尋常高等小学校の高等科に通学することとなった。
  - 10月 - 「千綿尋常小学校」に改称（「尋常」の位置を変更）。
- 1899年（明治32年）
  - 11月 - 現在地に校舎が完成。
  - この年 - 江串尋常小学校[3]を統合し、江串分校とする（再）。
- 1900年（明治33年）3月 - 高等科を併置の上、「千綿尋常高等小学校」に改称。
- 1906年（明治39年）
  - 8月 - 木造校舎平屋建て1棟（4教室）が完成。
  - 9月1日 - 江串分校[3]を廃止し、本校に統合。
- 1908年（明治41年）4月 - 小学校令の改正により、義務教育年限（尋常科の修業年限）が4年から6年に延長される。
  - 旧高等科1年を尋常科5年、旧高等科2年を尋常科6年、旧高等科3年を高等科1年、旧高等科4年を高等科2年に振り替える。
- 1912年（明治45年）5月27日  - 木造校舎平屋建て一棟（5教室）を増築。
- 1914年（大正3年）9月9日 - 千綿農業補習学校が設置される。
- 1930年（昭和5年）12月 - 木造2階建ての校舎が完成。
- 1931年（昭和6年）2月 - 明治32年完成の校舎を解体・撤去の上、跡地に運動場を整備。
- 1935年（昭和10年）6月1日 - 青年学校令の施行により、千綿農業補習学校が「千綿青年学校」に改称。
- 1941年（昭和16年）4月1日 - 国民学校令の施行により、「千綿村国民学校」に改称。尋常科を初等科に改める（初等科6年・高等科2年）。
- 1944年（昭和19年）3月31日 - 併設の千綿青年学校が「千綿高等実業青年学校」として独立。
- 1947年（昭和22年）4月1日 - 学制改革（六・三制の実施）が行われる。
  - 千綿村国民学校の初等科が改組され、「千綿村立千綿小学校」となる。
  - 千綿村国民学校の高等科と千綿青年学校の普通科が改組され、新制中学校「千綿村立千綿中学校」が発足。小学校に併設される。
- 1948年（昭和23年）7月 - 保護者会を解散し、PTAを組織。
- 1952年（昭和27年）4月 - 校歌を制定。
- 1959年（昭和34年）
  - 4月 - 児童数が最大の992名（19学級）を記録する。
  - 5月1日 – 千綿村と彼杵町が合併し、東彼杵町が発足。これに伴い「東彼杵町立千綿小学校」（現校名）に改称。
- 1960年（昭和35年）11月 - ピアノを購入。
- 1963年（昭和38年）7月 - 武留郷が大村市に編入されたことにより、該当地区の児童が大村市立松原小学校へ転出。
- 1964年（昭和39年）10月 - 体育館が完成。
- 1966年（昭和41年）1月 - 完全給食を開始。
- 1968年（昭和43年）5月 - 竜頭泉（玉すだれ）から水道を引く（全長3,500メートル）。
- 1969年（昭和44年）3月 - 学研賞を記念し、記念碑を建立。
- 1970年（昭和45年）
  - 4月 - 鉄筋コンクリート造の新校舎が完成。
  - 5月 - 旧校舎跡に小運動場を整備。
- 1971年（昭和46年）
  - 3月 - 観察池が完成。
  - 12月 - びわの石が寄贈される。
- 1981年（昭和56年）4月 - 給食が自校調理式から給食センター（一括調理・配送）方式に変更となる。
- 1985年（昭和60年）
  - 2月 -（明治19年小学校令の施行（尋常千綿小学校）から数えて）創立100周年記念式典を挙行。
  - 11月 - 校旗が寄贈される。
- 1986年（昭和61年）5月 - 長崎県立川棚養護学校との交流学習会を開始。
- 1987年（昭和62年）3月 - 校舎を改築。
- 1989年（平成元年）3月  - 新体育館（現体育館）が完成。

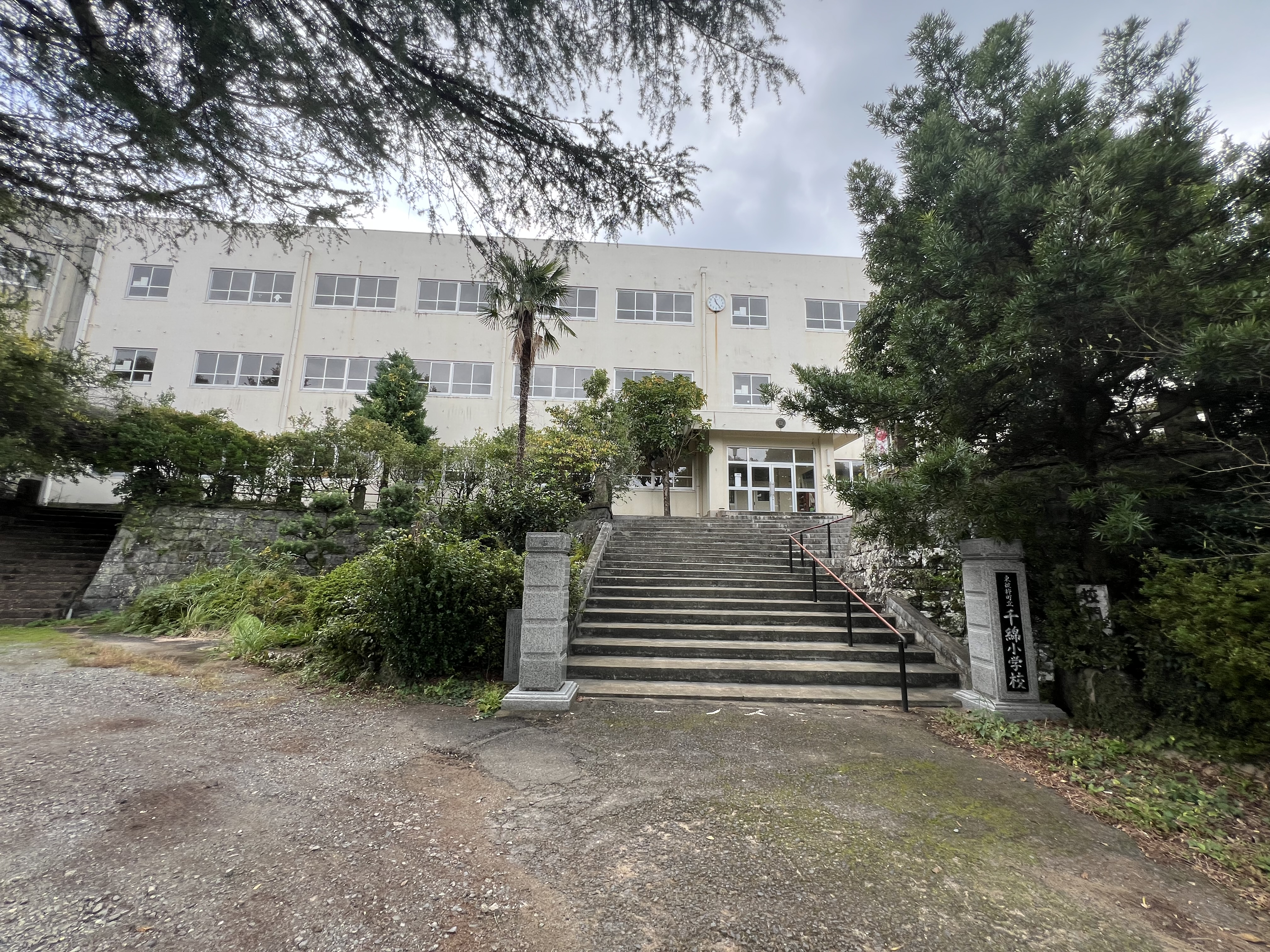
旧・千綿小学校校舎

- 1990年（平成2年）4月 - 運動場を拡張。
- 1991年（平成3年）3月 - 運動場を整備。
- 1992年（平成4年）3月 - 学校茶園が開園。開園記念碑を建立。
- 1994年（平成6年）7月 - 焼成窯を設置。
- 2021年（令和3年）9月1日 - 2019年（平成31年）3月末に閉校した東彼杵町立千綿中学校校地・校舎に移転を完了[1]。
  - 旧所在地 - 長崎県東彼杵郡東彼杵町平似田郷740番地
  - 新所在地 - 長崎県東彼杵郡東彼杵町平似田郷821番地1

## アクセス
最寄りの鉄道駅
- JR九州 大村線 「千綿駅」

最寄りのバス停
- 東彼杵町営バス「千綿駅前」バス停

最寄りの国道・県道
- 国道34号

## 周辺
- 東彼杵町役場
- 東彼杵町立千綿中学校
- 東彼杵中央幼稚園

## 関連事項
- 長崎県小学校一覧